# USS Saipan (CVL-48)

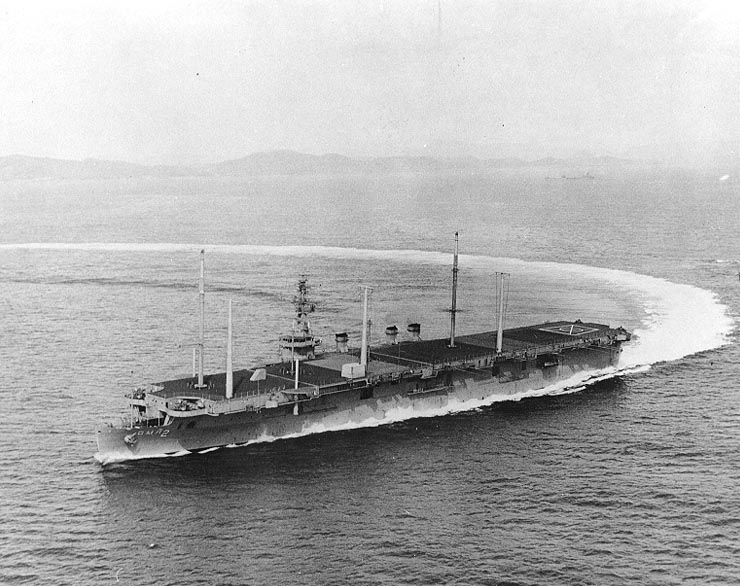
USS Saipan już jako Arlington AGMR-2 podczas służby w 1967

USS Saipan (CVL-48) – amerykański lekki lotniskowiec typu Saipan.
Stępkę okrętu położono 10 lipca 1944 roku w stoczni New York Shipbuilding Corporation w Camden. Zwodowano go 8 lipca 1945 roku, a matką chrzestną była żona Johna W. McCormacka ówczesnego członka Izby Reprezentantów Stanów Zjednoczonych. Jednostka weszła do służby w US Navy 14 lipca 1946 roku. Pierwszym dowódcą był komandor John G. Crommelin.
Pełnił służbę głównie na Atlantyku. W 1963 roku został przekazany do stoczni Alabama Drydock and Shipbuilding Company w Mobile i przerobiony na okręt komunikacji radiowej (ang. major communications relay ship) oraz przemianowany na Arlington (AGMR-2). W tej roli wziął udział w wojnie wietnamskiej. Brał również udział w programie Apollo.
Wycofany ze służby w styczniu 1970 roku został sprzedany na złom w czerwcu 1976 roku.